# Siedlung Augustinerwald

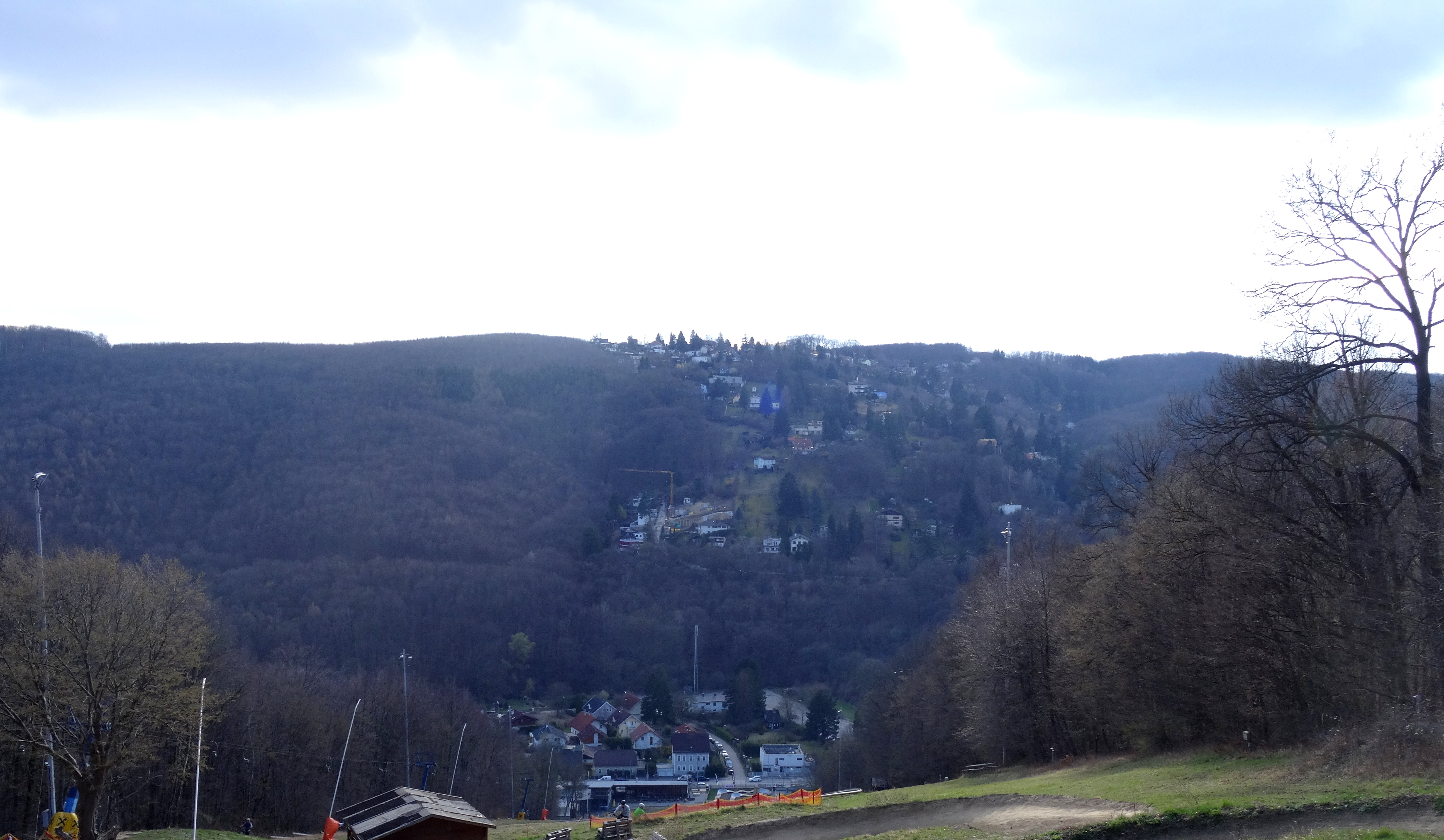
Die Siedlung Augustinerwald von der Hohe-Wand-Wiese aus gesehen

Die Siedlung Augustinerwald ist eine Siedlung am westlichen Rand von Wien. Sie gehört zum 14. Wiener Gemeindebezirk, Penzing, und zur Katastralgemeinde Hadersdorf.
Die Siedlung liegt im Wienerwald, komplett von Wald umgeben, am Nordhang des an der Stadtgrenze liegenden, 465 Meter hohen Rehgrabenberges und des 408 Meter hohen Hühnersteigs, die beide ins Tal des Mauerbachs abfallen. Der in den Mauerbach mündende Hannbaumbach, der die Siedlung im Nordwesten begrenzt, bildet auch die Wiener Stadtgrenze zu Mauerbach. An ihrem höchsten Punkt grenzt die Siedlung zudem an das Gebiet von Purkersdorf. Das Gebiet ist von der Mauerbachstraße (Vorderhainbach) aus über die Hohe-Wand-Gasse zu erreichen.
Die Siedlung bildet den westlichsten Teil Wiens nördlich des Wienflusses.